# کارآیی هزینه
کارایی هزینه (یا بهینه هزینه)، در زمینه الگوریتم‌های موازی رایانه، معیاری است که با آن می‌توان نشان داد رایانش موازی چقدر می‌تواند در حل یک مشکل خاص، کارا باشد. یک الگوریتم موازی در صورتی مقرون به صرفه در نظر گرفته می‌شود که زمان اجرای تقریبی ان ضرب در تعداد واحدهای پردازشی درگیر در آن رایانش، با زمان اجرای بهترین الگوریتم ترتیبی برابر باشد.
به عنوان مثال، الگوریتمی که در {\displaystyle O(n)} زمان با استفاده از شناخته شده‌ترین الگوریتم ترتیبی و  {\displaystyle O\left({\frac {n}{p}}\right)} در یک رایانهٔ موازی و   {\displaystyle p} پردازنده، قابل حل باشد، از لحاظ هزینه کارا است.
از کارایی هزینه در زمینه خدمات انسانی هم می‌توان استفاده کرد.